# Parque Cuauhtémoc
Para el estadio que estuvo en operación de 1977 a 1990, véase Parque Cuauhtémoc y Famosa.
El Parque Cuauhtémoc  fue un estadio de béisbol localizado en Monterrey, Nuevo León, México. Fue inaugurado para la Liga Mexicana de Béisbol en 1939 por el equipo de Carta Blanca de Monterrey y contaba con capacidad para 8,000 aficionados. El estadio fue sustituido por el Parque Cuauhtémoc y Famosa. El equipo de Monterrey consiguió cinco títulos de la liga en este escenario, dos bajo el nombre de los Industriales de Monterrey y tres como los Sultanes de Monterrey. Aquí fue donde el equipo consiguió lo que es hasta ahora el único Tricampeonato en la historia de la Liga Mexicana de Béisbol.